# Polixo (dona de Tlepòlem)
Polixo (en grec antic Πολυξώ), va ser, segons la mitologia grega, l'esposa de Tlepòlem, rei de Rodes i fill d'Hèracles, mort davant de Troia.
Va organitzar uns Jocs Fúnebres en honor del seu marit, on hi van prendre part nens i on el premi era una corona d'àlber. Va pensar en una manera de venjar el seu marit i castigar Helena, a qui considerava la culpable de la guerra de Troia. La forma de la venjança de Polixo sobre Helena s'explica de diverses maneres. Una versió diu que quan Menelau tornava d'Egipte amb Helena, va passar per davant de Rodes amb la intenció d'atracar-hi. Però al saber-ho Polixo va reunir a la costa tots els rodis amb torxes i pedres, per no deixar-lo desembarcar. Menelau volia passar de llarg, però el vent els va empènyer cap a la costa. Menelau va amagar Helena i va vestir l'esclava més bella que tenia amb les robes de la seva dona. Al desembarcar, va deixar que els rodis matessin l'esclava. Satisfeta la venjança, Polixo va deixar que Menelau partís en pau.
Una altra versió, potser més coneguda, diu que una vegada mort Menelau, i quan Orestes encara vagava pel món perseguit per les Erínies, els dos fillastres d'Helena, Nicòstrat i Megapentes, la van expulsar d'Esparta. Helena es va refugiar a Rodes, a casa la seva compatriota Polixo, a qui considerava amiga seva. Polixo, quan va arribar Helena, li va fer un bon paper, però un dia, quan Helena era al bany, va disfressar d'Erínies les seves serventes, que perseguiren Helena. Espantada i embogida, Helena es va penjar.